# Idrettsklubben Start 2019
Questa voce raccoglie le informazioni riguardanti l'Idrettsklubben Start nelle competizioni ufficiali della stagione 2019.

## Stagione
A seguito della retrocessione arrivata al termine del campionato 2018, lo Start si è ritrovato in 1. divisjon. Inizialmente guidato dall'allenatore Kjetil Rekdal, fin dalla 1ª giornata di campionato contro l'Aalesund la squadra era stata affidata a Jóhannes Harðarson e Andreas Jensen, a causa di alcune problematiche tra l'allenatore e la società. Il 2 aprile, Rekdal e lo Start hanno trovato un accordo per rescindere il contratto che li legava. Nel comunicato del club, è stato rivelato che Rekdal avrebbe avuto dei comportamenti che non erano compatibili con i valori del club. In un'intervista rilasciata l'anno seguente, l'allenatore ha dichiarato che lo Start non avrebbe visto di buon occhio le sue visite ai casinò.
Lo Start ha chiuso la stagione al 3º posto finale, accedendo pertanto alle qualificazioni all'Eliteserien. Dopo aver superato il KFUM Oslo, ha avuto la meglio in un doppio confronto con il Lillestrøm in virtù della regola delle reti segnate in trasferta, dopo un 5-5 complessivo. L'avventura nel Norgesmesterskapet 2019 si è chiusa invece al primo turno, con l'eliminazione subita per mano del Fram Larvik.
Aron Sigurðarson e Kasper Skaanes sono stati i calciatori più utilizzati in stagione, a quota 33 presenze ciascuno. Sigurðarson è stato anche il miglior marcatore della squadra con 15 reti tra tutte le competizioni.

## Rosa
| N. |                     | Ruolo | Calciatore          |
| -- | ------------------- | ----- | ------------------- |
| 1  | Germania (bandiera) | P     | Jonas Deumeland     |
| 2  | Norvegia (bandiera) | D     | Jesper Daland       |
| 3  | Norvegia (bandiera) | D     | Espen Hammer Berger |
| 4  | Nigeria (bandiera)  | C     | Aremu Afeez         |
| 5  | Norvegia (bandiera) | C     | Adnan Hadzic        |
| 6  | Norvegia (bandiera) | D     | Joackim Jørgensen   |
| 7  | Svezia (bandiera)   | A     | Kevin Kabran        |
| 8  | Norvegia (bandiera) | C     | Eman Markovic       |
| 9  | Norvegia (bandiera) | A     | Martin Ramsland     |
| 10 | Norvegia (bandiera) | C     | Tobias Christensen  |
| 11 | Islanda (bandiera)  | A     | Aron Sigurðarson    |
| 13 | Norvegia (bandiera) | P     | Alexander Pedersen  |
| 14 | Norvegia (bandiera) | C     | Espen Børufsen      |
| 15 | Norvegia (bandiera) | D     | Henrik Robstad      |
| 16 | Norvegia (bandiera) | C     | Mikal Ugland        |
| 17 | Nigeria (bandiera)  | A     | Adeleke Akinyemi    |

| N. |                     | Ruolo | Calciatore                 |
| -- | ------------------- | ----- | -------------------------- |
| 18 | Ghana (bandiera)    | C     | Isaac Twum                 |
| 19 | Norvegia (bandiera) | C     | Kasper Skaanes             |
| 20 | Norvegia (bandiera) | A     | Mathias Bringaker          |
| 21 | Norvegia (bandiera) | A     | Sander Sjøkvist            |
| 22 | Norvegia (bandiera) | D     | Kristoffer Tønnesen        |
| 22 | Islanda (bandiera)  | A     | Kristján Flóki Finnbogason |
| 23 | Norvegia (bandiera) | C     | Erlend Segberg             |
| 24 | Islanda (bandiera)  | C     | Guðmundur Tryggvason       |
| 27 | Norvegia (bandiera) | C     | Eirik Wichne               |
| 31 | Giamaica (bandiera) | D     | Damion Lowe                |
| 35 | Norvegia (bandiera) | P     | Sebastian Heggland         |
| 43 | Norvegia (bandiera) | D     | Altin Ujkani               |
| 55 | Norvegia (bandiera) | A     | Kristian Strømland Lien    |
| 64 | Norvegia (bandiera) | C     | Jørgen Myhre               |
| 68 | Norvegia (bandiera) | D     | Johannes Eftevaag          |

## Calciomercato

### Sessione invernale(dal 09/01 al 01/04)
| Arrivi           | Arrivi                     | Arrivi         | Arrivi        |
| R.               | Nome                       | da             | Modalità      |
| ---------------- | -------------------------- | -------------- | ------------- |
| P                | Alexander Pedersen         |                | svincolato    |
| D                | Jesper Daland              |                | svincolato    |
| D                | Joackim Jørgensen          |                | svincolato    |
| C                | Mikal Ugland               | Flekkerøy      | fine prestito |
| A                | Kristján Flóki Finnbogason | Brommapojkarna | fine prestito |
| Altre operazioni |                            |                |               |
| R.               | Nome                       | da             | Modalità      |
| P                | Benjamin Boujar            | Hødd           | fine prestito |
| C                | Michael Ogungbaro          | Åsane          | fine prestito |
| A                | Dennis Antwi               | Åsane          | fine prestito |
| A                | Isac Lidberg               | HamKam         | fine prestito |

| Partenze | Partenze          | Partenze       | Partenze   |
| R.       | Nome              | a              | Modalità   |
| -------- | ----------------- | -------------- | ---------- |
| P        | Benjamin Boujar   | Jerv           | definitivo |
| P        | Håkon Opdal       |                | svincolato |
| D        | Philip Aukland    | Fram Larvik    | prestito   |
| D        | Elliot Käck       | Djurgården     | definitivo |
| D        | Simon Larsen      | Jerv           | definitivo |
| C        | Andreas Hollingen |                | svincolato |
| C        | Ibrahim Mensah    |                | svincolato |
| C        | Michael Ogungbaro | Jerv           | prestito   |
| C        | Niklas Sandberg   | Haugesund      | definitivo |
| C        | Herolind Shala    |                | svincolato |
| A        | Dennis Antwi      |                | svincolato |
| A        | Kevin Kabran      | Elfsborg       | prestito   |
| A        | Isac Lidberg      | Brommapojkarna | prestito   |

### Tra le due sessioni
| Arrivi | Arrivi | Arrivi | Arrivi   |
| R.     | Nome   | da     | Modalità |
| ------ | ------ | ------ | -------- |

| Partenze | Partenze             | Partenze | Partenze |
| R.       | Nome                 | a        | Modalità |
| -------- | -------------------- | -------- | -------- |
| C        | Guðmundur Tryggvason | Víkingur | prestito |

### Sessione estiva(dal 01/08 al 31/08)
| Arrivi           | Arrivi              | Arrivi   | Arrivi        |
| R.               | Nome                | da       | Modalità      |
| ---------------- | ------------------- | -------- | ------------- |
| D                | Kristoffer Tønnesen | Jerv     | definitivo    |
| C                | Eman Markovic       |          | svincolato    |
| A                | Kevin Kabran        | Elfsborg | fine prestito |
| A                | Martin Ramsland     | Sogndal  | definitivo    |
| Altre operazioni |                     |          |               |
| R.               | Nome                | da       | Modalità      |
| C                | Michael Ogungbaro   | Jerv     | fine prestito |

| Partenze | Partenze                   | Partenze     | Partenze   |
| R.       | Nome                       | a            | Modalità   |
| -------- | -------------------------- | ------------ | ---------- |
| C        | Tobias Christensen         | Molde        | definitivo |
| C        | Michael Ogungbaro          | Bravo        | definitivo |
| A        | Kristján Flóki Finnbogason | KR Reykjavík | definitivo |

## Risultati

### 1. divisjon

#### Girone di andata
| Arbitro: | Aslam |

|  |           |           |
|  | Marcatori | 88’ Guèye |

| Arbitro: | Følstad Skarsem (Trondheim) |

|          |           |                             |
| Mawa 68’ | Marcatori | 27’ Sigurðarson 38’ Skaanes |

| Arbitro: | Moen |

|                             |           |                   |
| Sigurðarson 72’ Skaanes 75’ | Marcatori | 86’ Strand Nilsen |

| Arbitro: | Bodding |

|                       |           |  |
| Kachi 61’ Eriksen 67’ | Marcatori |  |

| Arbitro: | Amland |

|                               |           |                               |
| Bringaker 53’ Sigurðarson 60’ | Marcatori | 49’ (aut.) Lowe 90’ Høibråten |

| Arbitro: | Aslam |

|                                           |           |  |
| Christensen 11’, 53’, 66’ Jahr 50’ (aut.) | Marcatori |  |

| Arbitro: | Røvig Sletner |

|  |           |               |
|  | Marcatori | 45’ Bringaker |

| Arbitro: | Hauge |

|                                 |           |                          |
| Skaanes 6’ Sigurðarson 25’, 88’ | Marcatori | 31’ Aase 38’ Reinhardsen |

| Arbitro: | Hauge |

|  |           |                     |
|  | Marcatori | 59’ (aut.) Steiring |

| Arbitro: | Moen |

|                               |           |  |
| Sigurðarson 84’ Bringaker 90’ | Marcatori |  |

| Arbitro: | Tennøy |

|                                          |           |                               |
| Güven 47’, 49’, 74’ (rig.) Aanesland 50’ | Marcatori | 53’ Bringaker 57’ Christensen |

| Arbitro: | Amland |

|  |           |                                        |
|  | Marcatori | 22’ Holand Tøsse 25’ Brekke 90’ Hustad |

| Arbitro: | Higraff |

|              |           |                                  |
| Andersen 52’ | Marcatori | 10’, 55’ Sigurðarson 65’ Skaanes |

| Arbitro: | Moen |

|                                                            |           |                   |
| Jørgensen 6’ Christensen 28’ Bringaker 42’ Finnbogason 83’ | Marcatori | 62’ Bolkan Nordli |

| Arbitro: | Hagenes |

|  |           |                                 |
|  | Marcatori | 15’ (aut.) Ranger 38’ Bringaker |

#### Girone di ritorno
| Arbitro: | Aslam |

|                                  |           |               |
| Sigurðarson 41’, 66’ Skaanes 69’ | Marcatori | 80’ Aanesland |

| Sandefjord 9 agosto 2019, ore 19:00 17ª giornata | Sandefjord | 0 – 0 referto | Start | Release Arena (5.174 spett.)\| Arbitro: \| Amland \| |
| Arbitro:                                         | Amland     |               |       |                                                      |

| Arbitro: | Medic |

|                           |           |  |
| Ramsland 11’ Sjøkvist 79’ | Marcatori |  |

| Arbitro: | Moen |

|                 |           |                      |
| Nunez Godoy 54’ | Marcatori | 34’ (aut.) El Amrani |

| Arbitro: | Hansen Grøtta |

|           |           |                                  |
| Nessø 18’ | Marcatori | 55’ (rig.) Sigurðarson 77’ Afeez |

| Arbitro: | Higraff |

|             |           |  |
| Skaanes 76’ | Marcatori |  |

| Strømmen 15 settembre 2019, ore 15:00 22ª giornata | Strømmen | 0 – 0 referto | Start | Strømmen Stadion (556 spett.)\| Arbitro: \| Amland \| |
| Arbitro:                                           | Amland   |               |       |                                                       |

| Arbitro: | Røvig Sletner |

|                             |           |  |
| Skaanes 11’ Sigurðarson 32’ | Marcatori |  |

| Arbitro: | Koløy |

|                                                                   |           |  |
| Sildnes 20’ Nymo Matland 38’ Alegre Guerra 61’ Skaanes 78’ (aut.) | Marcatori |  |

| Arbitro: | Tennøy |

|                        |           |                         |
| Ramsland 50’, 59’, 90’ | Marcatori | 43’, 90’ (rig.) Eriksen |

| Arbitro: | Higraff |

|            |           |                                                                                      |
| Baidoo 82’ | Marcatori | 2’ Lowe 28’ Ramsland 30’ Sigurðarson 79’ Robstad 83’ Wichne 87’ Bringaker 89’ Kabran |

| Kristiansand 20 ottobre 2019, ore 18:00 27ª giornata | Start         | 0 – 0 referto | KFUM Oslo | Sparebanken Sør Arena (4.972 spett.)\| Arbitro: \| Hansen Grøtta \| |
| Arbitro:                                             | Hansen Grøtta |               |           |                                                                     |

| Arbitro: | Amland |

|                       |           |            |
| Guèye 73’, 76’ (rig.) | Marcatori | 80’ Wichne |

| Arbitro: | Hauge |

|                   |           |            |
| Ramsland 37’, 90’ | Marcatori | 30’ Langås |

| Arbitro: | Bodding |

|  |           |                   |
|  | Marcatori | 27’, 57’ Ramsland |

#### Qualificazioni all'Eliteserien
| Arbitro: | Saggi (Drammen) |

|          |           |  |
| Lowe 32’ | Marcatori |  |

| Arbitro: | Kjensli (Oslo) |

|                             |           |                |
| Sigurðarson 54’ (rig.), 69’ | Marcatori | 28’ Gustavsson |

| Arbitro: | Hagen (Grue) |

|                                                               |           |                        |
| Kind Mikalsen 2’ Lowe 22’ (aut.) Gustavsson 49’ Melgalvis 61’ | Marcatori | 76’, 79’, 82’ Ramsland |

### Norgesmesterskapet
| Arbitro: | Børresen |

|            |           |  |
| Byklum 65’ | Marcatori |  |

## Statistiche

### Statistiche di squadra
| Competizione          | Punti | In casa | In casa | In casa | In casa | In casa | In casa | In trasferta | In trasferta | In trasferta | In trasferta | In trasferta | In trasferta | Totale | Totale | Totale | Totale | Totale | Totale | DR  |
| Competizione          | Punti | G       | V       | N       | P       | Gf      | Gs      | G            | V            | N            | P            | Gf           | Gs           | G      | V      | N      | P      | Gf     | Gs     | DR  |
| --------------------- | ----- | ------- | ------- | ------- | ------- | ------- | ------- | ------------ | ------------ | ------------ | ------------ | ------------ | ------------ | ------ | ------ | ------ | ------ | ------ | ------ | --- |
| 1. divisjon           | 62    | 15      | 11      | 2       | 2       | 30      | 14      | 15           | 8            | 3            | 4            | 24           | 17           | 30     | 19     | 5      | 6      | 54     | 31     | +23 |
| Qual. all'Eliteserien | -     | 2       | 2       | 0       | 0       | 3       | 1       | 1            | 0            | 0            | 1            | 4            | 3            | 3      | 2      | 0      | 1      | 6      | 5      | +1  |
| Norgesmesterskapet    | -     | 0       | 0       | 0       | 0       | 0       | 0       | 1            | 0            | 0            | 1            | 0            | 1            | 1      | 0      | 0      | 1      | 0      | 1      | -1  |
| Totale                | -     | 17      | 13      | 2       | 2       | 33      | 15      | 17           | 8            | 3            | 6            | 28           | 21           | 34     | 21     | 5      | 8      | 60     | 37     | +23 |

### Andamento in campionato
| Giornata  | 1  | 2 | 3 | 4 | 5 | 6 | 7 | 8 | 9 | 10 | 11 | 12 | 13 | 14 | 15 | 16 | 17 | 18 | 19 | 20 | 21 | 22 | 23 | 24 | 25 | 26 | 27 | 28 | 29 | 30 |
| --------- | -- | - | - | - | - | - | - | - | - | -- | -- | -- | -- | -- | -- | -- | -- | -- | -- | -- | -- | -- | -- | -- | -- | -- | -- | -- | -- | -- |
| Luogo     | C  | T | C | T | C | C | T | C | T | C  | T  | C  | T  | C  | T  | C  | T  | C  | T  | T  | C  | T  | C  | T  | C  | T  | C  | T  | C  | T  |
| Risultato | P  | V | V | P | N | V | V | V | V | V  | P  | P  | V  | V  | V  | V  | N  | V  | N  | V  | V  | N  | V  | P  | V  | V  | N  | P  | V  | V  |
| Posizione | 11 | 6 | 4 | 7 | 9 | 5 | 3 | 3 | 3 | 2  | 3  | 4  | 3  | 3  | 3  | 3  | 3  | 2  | 3  | 2  | 2  | 2  | 2  | 3  | 3  | 3  | 3  | 3  | 3  | 3  |

Fonte:  OBOS-ligaen 2019, su altomfotball.no, Altomfotball.
Legenda:

Luogo: C = Casa; T = Trasferta. Risultato: V = Vittoria; N = Pareggio; P = Sconfitta.

### Statistiche dei giocatori
| Giocatore         | 1. divisjon | 1. divisjon | 1. divisjon | 1. divisjon | Norgesmesterskapet | Norgesmesterskapet | Norgesmesterskapet | Norgesmesterskapet | Coppe europee | Coppe europee | Coppe europee | Coppe europee | Qual. all'Eliteserien | Qual. all'Eliteserien | Qual. all'Eliteserien | Qual. all'Eliteserien | Totale   | Totale | Totale      | Totale     |
| Giocatore         | Presenze    | Reti        | Ammonizioni | Espulsioni  | Presenze           | Reti               | Ammonizioni        | Espulsioni         | Presenze      | Reti          | Ammonizioni   | Espulsioni    | Presenze              | Reti                  | Ammonizioni           | Espulsioni            | Presenze | Reti   | Ammonizioni | Espulsioni |
| ----------------- | ----------- | ----------- | ----------- | ----------- | ------------------ | ------------------ | ------------------ | ------------------ | ------------- | ------------- | ------------- | ------------- | --------------------- | --------------------- | --------------------- | --------------------- | -------- | ------ | ----------- | ---------- |
| A. Afeez          | 25          | 1           | 9           | 0           | 1                  | 0                  | 0                  | 0                  |               |               |               |               | 3                     | 0                     | 0                     | 0                     | 29       | 1      | 9           | 0          |
| A. Akinyemi       | 1           | 0           | 0           | 0           | 0                  | 0                  | 0                  | 0                  |               |               |               |               | 0                     | 0                     | 0                     | 0                     | 1        | 0      | 0           | 0          |
| M. Bringaker      | 28          | 7           | 4           | 0           | 1                  | 0                  | 0                  | 0                  |               |               |               |               | 1                     | 0                     | 0                     | 0                     | 30       | 7      | 4           | 0          |
| E. Børufsen       | 0           | 0           | 0           | 0           | 0                  | 0                  | 0                  | 0                  |               |               |               |               | 0                     | 0                     | 0                     | 0                     | 0        | 0      | 0           | 0          |
| T. Christensen    | 15          | 5           | 5           | 0           | 1                  | 0                  | 0                  | 0                  |               |               |               |               | -                     | -                     | -                     | -                     | 16       | 5      | 5           | 0          |
| J. Daland         | 0           | 0           | 0           | 0           | 0                  | 0                  | 0                  | 0                  |               |               |               |               | 0                     | 0                     | 0                     | 0                     | 0        | 0      | 0           | 0          |
| J. Deumeland      | 28          | -27         | 1           | 0           | 0                  | 0                  | 0                  | 0                  |               |               |               |               | 3                     | -5                    | 0                     | 0                     | 31       | -32    | 1           | 0          |
| J. Eftevaag       | 0           | 0           | 0           | 0           | 0                  | 0                  | 0                  | 0                  |               |               |               |               | 0                     | 0                     | 0                     | 0                     | 0        | 0      | 0           | 0          |
| K. Finnbogason    | 13          | 1           | 0           | 0           | 1                  | 0                  | 0                  | 0                  |               |               |               |               | -                     | -                     | -                     | -                     | 14       | 1      | 0           | 0          |
| A. Hadzic         | 12          | 0           | 2           | 0           | 1                  | 0                  | 0                  | 0                  |               |               |               |               | 1                     | 0                     | 0                     | 0                     | 14       | 0      | 2           | 0          |
| E. Hammer Berger  | 19          | 0           | 2           | 0           | 1                  | 0                  | 0                  | 0                  |               |               |               |               | 1                     | 0                     | 0                     | 0                     | 21       | 0      | 2           | 0          |
| S. Heggland       | 0           | 0           | 0           | 0           | 0                  | 0                  | 0                  | 0                  |               |               |               |               | 0                     | 0                     | 0                     | 0                     | 0        | 0      | 0           | 0          |
| J. Jørgensen      | 25          | 1           | 1           | 0           | 1                  | 0                  | 0                  | 0                  |               |               |               |               | 3                     | 0                     | 0                     | 0                     | 29       | 1      | 1           | 0          |
| K. Kabran         | 15          | 1           | 3           | 0           | -                  | -                  | -                  | -                  |               |               |               |               | 3                     | 0                     | 1                     | 0                     | 18       | 1      | 4           | 0          |
| D. Lowe           | 22          | 1           | 7           | 1           | 0                  | 0                  | 0                  | 0                  |               |               |               |               | 3                     | 1                     | 1                     | 0                     | 25       | 2      | 8           | 1          |
| E. Markovic       | 8           | 0           | 0           | 0           | -                  | -                  | -                  | -                  |               |               |               |               | 3                     | 0                     | 1                     | 0                     | 11       | 0      | 1           | 0          |
| J. Myhre          | 0           | 0           | 0           | 0           | 0                  | 0                  | 0                  | 0                  |               |               |               |               | 0                     | 0                     | 0                     | 0                     | 0        | 0      | 0           | 0          |
| A. Pedersen       | 2           | -4          | 0           | 0           | 1                  | -1                 | 0                  | 0                  |               |               |               |               | 0                     | 0                     | 0                     | 0                     | 3        | -5     | 0           | 0          |
| M. Ramsland       | 12          | 9           | 0           | 1           | -                  | -                  | -                  | -                  |               |               |               |               | 3                     | 3                     | 1                     | 0                     | 15       | 12     | 1           | 1          |
| H. Robstad        | 27          | 1           | 7           | 0           | 1                  | 0                  | 0                  | 0                  |               |               |               |               | 3                     | 0                     | 1                     | 0                     | 31       | 1      | 8           | 0          |
| E. Segberg        | 24          | 0           | 6           | 0           | 1                  | 0                  | 0                  | 0                  |               |               |               |               | 3                     | 0                     | 0                     | 0                     | 28       | 0      | 6           | 0          |
| A. Sigurðarson    | 29          | 13          | 2           | 0           | 1                  | 0                  | 0                  | 0                  |               |               |               |               | 3                     | 2                     | 2                     | 0                     | 33       | 15     | 4           | 0          |
| S. Sjøkvist       | 8           | 1           | 0           | 0           | 0                  | 0                  | 0                  | 0                  |               |               |               |               | 0                     | 0                     | 0                     | 0                     | 8        | 1      | 0           | 0          |
| K. Skaanes        | 29          | 7           | 1           | 0           | 1                  | 0                  | 0                  | 0                  |               |               |               |               | 3                     | 0                     | 0                     | 0                     | 33       | 7      | 1           | 0          |
| K. Strømland Lien | 1           | 0           | 0           | 0           | 0                  | 0                  | 0                  | 0                  |               |               |               |               | 0                     | 0                     | 0                     | 0                     | 1        | 0      | 0           | 0          |
| K. Tønnesen       | 4           | 0           | 0           | 0           | -                  | -                  | -                  | -                  |               |               |               |               | 0                     | 0                     | 0                     | 0                     | 4        | 0      | 0           | 0          |
| G. Tryggvason     | 0           | 0           | 0           | 0           | 0                  | 0                  | 0                  | 0                  |               |               |               |               | -                     | -                     | -                     | -                     | 0        | 0      | 0           | 0          |
| I. Twum           | 26          | 0           | 6           | 1           | 1                  | 0                  | 0                  | 0                  |               |               |               |               | 3                     | 0                     | 0                     | 0                     | 30       | 0      | 6           | 1          |
| M. Ugland         | 9           | 0           | 1           | 0           | 0                  | 0                  | 0                  | 0                  |               |               |               |               | 0                     | 0                     | 0                     | 0                     | 9        | 0      | 1           | 0          |
| A. Ujkani         | 0           | 0           | 0           | 0           | 0                  | 0                  | 0                  | 0                  |               |               |               |               | 0                     | 0                     | 0                     | 0                     | 0        | 0      | 0           | 0          |
| E. Wichne         | 28          | 2           | 5           | 0           | 1                  | 0                  | 0                  | 0                  |               |               |               |               | 3                     | 0                     | 1                     | 0                     | 32       | 2      | 6           | 0          |